# Lucky Daye
David Debrandon Brown (Nueva Orleans, 25 de septiembre de 1985), conocido profesionalmente como Lucky Daye, es un cantante y compositor estadounidense. Lanzó I, su primer EP, en noviembre de 2018, seguido del EP II en febrero de 2019. En mayo del mismo año estrenó su primer álbum de estudio, titulado Painted. Su tercer EP, Table for Two, ganó el Premio Grammy al mejor álbum de R&B progresivo en 2022. Su segundo disco, Candydrip, fue publicado el 10 de marzo de 2022.

## Premios y reconocimientos
| Año  | Premio | Categoría                               | Obra                                    | Resultado |
| ---- | ------ | --------------------------------------- | --------------------------------------- | --------- |
| 2020 | Grammy | Mejor canción de R&B                    | "Roll Some Mo"                          | Nominado  |
| 2020 | Grammy | Mejor interpretación de R&B             | "Roll Some Mo"                          | Nominado  |
| 2020 | Grammy | Mejor interpretación de R&B tradicional | "Real Games"                            | Nominado  |
| 2020 | Grammy | Mejor álbum de R&b                      | Painted                                 | Nominado  |
| 2022 | Grammy | Mejor interpretación de R&B tradicional | "How Much Can A Heart Take" (con Yebba) | Nominado  |
| 2022 | Grammy | Mejor álbum de R&B progresivo           | Table for Two                           | Ganador   |

## Discografía

### Álbumes
| Título    | Detalles                                                                                        | Posición en las listas | Posición en las listas |
| Título    | Detalles                                                                                        | EE. UU.                | EE.UU. Heat.           |
| --------- | ----------------------------------------------------------------------------------------------- | ---------------------- | ---------------------- |
| Painted   | - Lanzamiento: 24 de mayo de 2019 - Discográfica: Keep Cool / RCA - Formatos: Descarga, CD, LP  | —                      | 15                     |
| Candydrip | - Lanzamiento: 10 de marzo de 2022 - Discográfica: Keep Cool / RCA - Formatos: Descarga, CD, LP | 69                     | —                      |

### EP
| Título        | Detalles                                                                                  | Posición en las listas | Posición en las listas |
| Título        | Detalles                                                                                  | EE.UU.                 | EE.UU. Heat.           |
| ------------- | ----------------------------------------------------------------------------------------- | ---------------------- | ---------------------- |
| I             | - Lanzamiento: 9 de noviembre de 2018 - Discográfica: Keep Cool / RCA - Formato: Descarga | —                      | —                      |
| II            | - Lanzamiento: 6 de febrero de 2019 - Discográfica: Keep Cool / RCA - Formato: Descarga   | —                      | —                      |
| Table for Two | - Lanzamiento: 12 de febrero de 2021 - Disocográfica: Keep Cool / RCA - Formato: Descarga | 96                     | 6                      |

### Sencillos
| Título                             | Año  | Posición máxima en las listas | Posición máxima en las listas | Posición máxima en las listas | Posición máxima en las listas | Posición máxima en las listas | Álbum                                     |
| Título                             | Año  | EE.UU.                        | CAN                           | NZ Hot                        | SA                            | WW                            | Álbum                                     |
| ---------------------------------- | ---- | ----------------------------- | ----------------------------- | ----------------------------- | ----------------------------- | ----------------------------- | ----------------------------------------- |
| "Roll Some Mo"                     | 2018 | —                             | —                             | —                             | —                             | —                             | Painted                                   |
| "Karma"                            | 2019 | —                             | —                             | —                             | —                             | —                             | Painted                                   |
| "Love You Too Much"                | 2019 | —                             | —                             | —                             | —                             | —                             | Painted                                   |
| "Buying Time"                      | 2019 | —                             | —                             | —                             | —                             | —                             |                                           |
| "Fly"                              | 2019 | —                             | —                             | —                             | —                             | —                             |                                           |
| "All About You" (con Leon Bridges) | 2020 | —                             | —                             | —                             | —                             | —                             |                                           |
| "Feed the Fire" (con SG Lewis)     | 2020 | —                             | —                             | —                             | —                             | —                             | Times                                     |
| "On Read" (con Tiana Major9)       | 2021 | —                             | —                             | —                             | —                             | —                             | Table for Two                             |
| "Running Blind"                    | 2021 | —                             | —                             | —                             | —                             | —                             | Liberated / Music for the Movement Vol. 3 |
| "Over"                             | 2021 | 77                            | 80                            | 17                            | 58                            | 109                           | Candydrip                                 |
| "Candy Drip"                       | 2022 | —                             | —                             | —                             | —                             | —                             | Candydrip                                 |